# Drogas e prostituição
Drogas e prostituição é um tema de relevância social e científica que examina a intersecção entre o uso de substâncias psicoativas e a prática do trabalho sexual. A relação entre esses fenômenos envolve fatores econômicos, sociais e psicológicos, abrangendo tanto o impacto do consumo de drogas na entrada e manutenção na prostituição quanto a influência da atividade sexual na intensificação do uso de substâncias. Estudos demonstram que, em contextos de prostituição de rua, o uso de drogas muitas vezes precede a atividade sexual, enquanto em ambientes de alta classe a prostituição pode desencadear o consumo de determinadas substâncias.
O uso de drogas frequentemente precedia a prostituição entre trabalhadoras do sexo de nível inferior, sendo essa relação provavelmente decorrente de necessidade econômica. Trabalhadoras do sexo de nível inferior tendiam a usar depressivos, especificamente heroína, como droga de escolha. Por outro lado, na prostituição de alta classe, constatou-se que a atividade sexual precedia o uso de drogas, com os estimulantes sendo a substância preferida.
Um estudo de 1994 com prostitutas do sul de Londres demonstrou vínculos entre comportamento sexual, gravidade da dependência e o uso de heroína, álcool e, em menor grau, cocaína.

## Uso de substâncias
No caso das prostitutas de rua, estimativas revelam que entre 40 e 85% de todas as prostitutas de rua fazem uso de substâncias. Um estudo realizado pela Agência Nacional de Tratamento para Abuso de Substâncias no Reino Unido sugeriu que 95% das mulheres envolvidas na prostituição de rua são usuárias de heroína, crack ou cocaína. Entretanto, organizações como o English Collective of Prostitutes contestou a confiabilidade dessa estatística, argumentando que ela se baseia em um estudo limitado é "pouco confiável como estatística nacional", afirmando que ela se originou "a partir de um estudo de 2004 com 71 mulheres, contatadas por meio de um projeto de aproximação em Bristol [...] que eram particularmente vulneráveis", e que "não existem dados nacionais recentes confiáveis sobre o uso de drogas entre as trabalhadoras do sexo" no Reino Unido.
Prostitutas que relataram ter problemas com o uso de drogas iniciaram o consumo de drogas pesadas em idade mais precoce (16,2 anos). Por conta dessas experiências iniciais com as drogas, muitas começam a atuar no trabalho sexual cedo em suas vidas. A idade média de quem se envolve com trabalho sexual associado ao uso de substâncias foi cinco meses inferior à daqueles que não tiveram problemas com drogas (19 anos e 2 meses, em vez de 19 anos e 7 meses).
O uso de drogas também está associado ao cruising [en]; que consiste em percorrer as ruas em busca de clientes, e à deriva independente, isto é, a prostituição realizada por meio de telefones pessoais ou em bocas de fumo (do inglês: crack houses). Em comparação, 84% das trabalhadoras deste setor relataram problemas com o uso de substâncias, contra apenas 13% dos que atuam em agências de acompanhantes associadas a ambientes fechados, como saunas, casas de massagem, apartamentos ou agência de acompanhantes.
De acordo com uma pesquisa realizada pelo Center for Problem-Orientated Policing, entre os trabalhadores do sexo com mais de 25 anos que têm experiência com o uso de drogas, mais de 70% já consumiram cannabis, anfetaminas, cocaína, crack e heroína. Além disso, para os trabalhadores do sexo entre 16 e 19 anos que já fizeram uso de drogas, mais de 70% tiveram experiência com cannabis, cocaína e crack.
As prostitutas também fazem uso de drogas psicoativas que alteram a mente, como álcool, PCP e LSD, além de outras drogas psicoativas como diazepam e Pethidine. Pesquisadores constataram que a escolha da droga é importante para a trabalhadora do sexo ao cumprir funções reais ou percebidas. No caso da heroína, ela pode ser utilizada para se ajustar a uma vida que se repudia, aumentando a capacidade de suportar o estresse emocional e físico. A cocaína e outros estimulantes também foram relatados como fatores que elevam a confiança das prostitutas de rua para conversar com estranhos e ajudam a manter seus níveis de energia. Além disso, call-girls de Nova Iorque consomem álcool para se proteger de insultos, tanto físicos quanto emocionais. Ademais, certas drogas, como MDMA, são conhecidas por potencializar os efeitos no sexo. Quem deseja intensificar a experiência sexual pode recorrer às drogas para aumentar a resistência, intensificar as sensações e prolongar o encontro.
No nível das ruas, cafetões frequentemente utilizam drogas para exercer controle sobre as prostitutas. Muitos cafetões também atuam como traficantes, atraindo e seduzindo mulheres com drogas grátis e a promessa de um estilo de vida de luxo. Esses cafetões pretendem tornar essas mulheres dependentes das drogas, visando especialmente aquelas com maior risco de adicção. Mulheres alvejadas dessa forma podem apresentar problemas financeiros ou emocionais, vir de famílias disfuncionais ou já serem dependentes de drogas. Uma vez viciadas, elas continuarão a buscar drogas com o cafetão, que então informará que não poderá mais financiar o vício sem uma compensação. Por conta da dependência, a pessoa passa a buscar formas de financiar e satisfazer seu vício, comprometendo seu julgamento e aumentando a susceptibilidade de se tornar trabalhadora do sexo, mantendo-a assim escravizada na indústria. Ademais, embora algumas trabalhadoras do sexo iniciem nessa atividade devido aos vícios, outras recorrem à prostituição após a adição de drogas terem arruinado suas vidas, deixando poucas alternativas para seu sustento.

## Fatores associados à vulnerabilidade
Em uma pesquisa realizada com e respondida por prostitutos masculinos, homens mais jovens que exercem trabalho sexual enquanto fazem uso de drogas de rua com um cliente estão no maior risco de serem agredidos. O uso de drogas entre as prostitutas é muito elevado. Um estudo com 200 prostitutas de rua buscou identificar quando elas começaram a se envolver com drogas. Os resultados indicaram que 55% relataram ter se tornado dependentes de drogas antes de ingressarem na prostituição, 30% após iniciarem a prostituição e 15% se tornaram dependentes ao mesmo tempo em que ingressaram na atividade. O estudo também revelou que as famílias das mulheres frequentemente apresentavam uso de álcool e outras substâncias ao longo da vida. O uso de substâncias pode conduzir alguém à prostituição, e a prostituição pode, por sua vez, levar ao uso de substâncias. As prostitutas fazem uso de diversas drogas para lidar com os problemas que as acometem: maconha pode ser utilizada para relaxar, heroína para aumentar a tolerância ao estresse emocional e físico, e cocaína e outros estimulantes para aumentar energia e confiança, facilitando a captação de mais clientes. Quando utilizam drogas, elas frequentemente se tornam viciadas e precisam continuar na prostituição para financiar seu vício.
Há fatores comuns entre as prostitutas envolvidas com o uso de drogas. Se frequentemente mantêm relações sexuais sem proteção, se são positivas para HIV/AIDS ou possuem outras infecções sexualmente transmissíveis, se apresentam problemas de saúde mental ou passaram recentemente por tratamento psiquiátrico, se são desabrigadas ou sofreram abusos físicos e sexuais na idade adulta, há uma probabilidade muito maior de desenvolverem um transtorno por uso de substâncias. Usuárias de drogas com múltiplos transtornos mentais apresentam taxas mais elevadas de compartilhamento de agulhas, menor uso de preservativos, relações com múltiplos parceiros, troca de sexo por dinheiro e relações com outros usuários injetores. A depressão também está associada ao uso de drogas e à prostituição. Existem ainda fatores de aprisionamento: injetar qualquer substância, uso de drogas pesadas como crack ou metanfetamina, envolvimento no trabalho sexual enquanto menores, atuação em ambientes externos ou em múltiplas áreas e antecedentes criminais. Esses fatores "aprisionam" a pessoa na vida em que se encontra, principalmente quando se acumulam, dificultando a saída da situação. Os indivíduos mais vulneráveis à prostituição são aqueles que vivenciaram esses fatores.

## Como as terapias comportamentais são utilizadas
As terapias comportamentais auxiliam os pacientes a modificar atitudes e comportamentos iniciais relacionados ao uso de drogas. Por exemplo, os pacientes devem se conscientizar das graves consequências das drogas após a terapia. Além disso, uma terapia comportamental bem-sucedida deve ajudar os pacientes a desenvolver hábitos e estilos de vida saudáveis, visto que orientá-los e educá-los é um componente essencial. Ademais, para que o tratamento comportamental seja eficaz, é importante associá-lo à medicação adequada, pois a terapia trata o paciente mentalmente, enquanto a medicação atua fisicamente. Ambos são interdependentes e devem ser empregados simultaneamente.

## Alguns princípios do tratamento eficaz
- Como as situações podem diferir significativamente, não existe uma solução única que cure todas as doenças, incluindo os transtornos mentais.
- O tratamento deve ser de fácil e rápido acesso, pois situações emergenciais ocorrem durante o uso de drogas.
- Um tratamento eficaz deve atender todas as necessidades do paciente.
- O tratamento deve ser consistente.
- A combinação de medicação e terapia comportamental (aconselhamento) funciona de forma eficiente.
- Os planos de tratamento devem ser revisados com frequência e ajustados conforme as necessidades do paciente mudam.
- O tratamento deve considerar todos os possíveis transtornos mentais.
- O uso de drogas deve ser monitorado e proibido continuamente ao longo do tratamento para que este seja eficaz.[12]

## Fatores de risco
Pessoas de qualquer idade, sexo ou condição econômica podem se tornar dependentes de uma droga. Contudo, certos fatores podem afetar a probabilidade e a velocidade com que a dependência se desenvolve:
- Histórico familiar: Se uma pessoa possui um parente próximo que consome drogas, é mais provável que ela também consuma.
- Ser do sexo masculino: Em casos de uso de substâncias e de prostituição, a proporção de homens dependentes é muito maior do que a de mulheres.
- Presença de outro transtorno mental: Transtornos como depressão ou transtorno de estresse pós-traumático podem aumentar a probabilidade do uso de drogas.
- Pressão dos pares: Especialmente para adolescentes e jovens adultos, a influência dos colegas pode ser um fator determinante para o consumo de drogas.
- Ansiedade, depressão e solidão: Esses sentimentos podem aumentar a probabilidade tanto do uso de drogas quanto da prostituição. Muitos usuários presumem que as drogas são uma forma eficaz de aliviar a pressão e eliminar os sentimentos depressivos, quando, na realidade, o efeito é justamente o oposto.[13]

## Leituras adicionais
- «Countries Where Prostitution is Legal». myfreedo.com. Consultado em 24 de julho de 2018. Arquivado do original em 24 de julho de 2018
- Dalla, Rochelle L. (2000). «Exposing the 'pretty woman' myth: A qualitative examination of the lives of female streetwalking prostitutes». Journal of Sex Research. 37 (4): 344–53. CiteSeerX 10.1.1.587.2106. JSTOR 3813131. doi:10.1080/00224490009552057
- Dalla, Rochelle L.; Xia, Yan; Kennedy, Heather (2003). «'You Just Give them what they Want and Pray they don't Kill You': Street-Level Sex Workers' Reports of Victimization, Personal Resources, and Coping Strategies». Violence Against Women. 9 (11): 1367–94. doi:10.1177/1077801203255679
- Potterat, John J.; Rothenberg, Richard B.; Muth, Stephen Q.; Darrow, William W.; Phillips-Plummer, Lynanne (1998). «Pathways to prostitution: The chronology of sexual and drug abuse milestones». Journal of Sex Research. 35 (4): 333–40. JSTOR 3813109. doi:10.1080/00224499809551951
- Romero-Daza, Nancy; Weeks, Margaret; Singer, Merrill (2003). «'Nobody gives a damn if I live or die': Violence, drugs, and street-level prostitution in inner-city Hartford, Connecticut». Medical Anthropology. 22 (3): 233–59. PMID 12893541. doi:10.1080/01459740306770
- Young, Amy M.; Boyd, Carol; Hubbell, Amy (2000). «Prostitution, Drug Use, and Coping with Psychological Distress». Journal of Drug Issues. 30 (4): 789–800. doi:10.1177/002204260003000407